# پوبلیوس ونتیدیوس باسوس
پوبلیوس ونتیدیوس باسوس (به لاتین: Publius Ventidius Bassus) (زادهٔ حدود ۹۰ ق.م. در آسکولوم - متوفی پیش از ۲۷ ق. م) یک دولتمرد و سردار رومی بود. او یکی از اصلی‌ترین معاونان مارکوس آنتونیوس بود و خاصه در طول نبرد مودنا و جنگ علیه پارتیان در سالهای ۳۸–۳۹ ق.م. (که در آن‌ها شکست‌های سنگین متعددی بر آنان وارد آورد) استعداد نظامی بسیار از خود نشان داد و از شکست کراسوس در حران (۵۳ ق. م) انتقام کشید.

## اصل‌ونسب و اوایل حیات
پوبلیوس ونتیدیوس باسوس ـ چنان‌که تاریخ‌نگار سباستیانو آندره‌آنتونلی در کتاب خود تواریخ آسکولانیان می‌گوید ـ اصالتاً از قوم ایتالیایی پیچنیان بود. مؤلف در این کتاب او را فرزند سرداری به‌نام پوبلیوس ونتیدیوس باسوسِ بزرگ‌تر می‌داند. منابع باستانی غالباً او را برخاسته از تباری پَست می‌دانند اما آندره‌آنتونلی در کتابش می‌گوید که برآنست خطای کسانی که تباری پَست را به او نسبت داده‌اند را اصلاح کند؛ چراکه او به‌سبب آنکه فرزند یک پرایتورِ ارتشِ ایتالیا در دوران جنگ اجتماعی (۹۱–۸۷ ق. م) بوده، والاتبار بوده‌است.
پس از جنگ اجتماعی، دوران کودکی‌اش را فقیرانه در شهر روم سپری کرد و البته شرایطی که داشت مانع از آن نشد که از آموزش و تحصیل باز بماند. در طول نوجوانی‌اش، به کار پَست شاگردی اصطبل و سپس قاطرداری اشتغال داشت که در آنْ قاطر ـ حیوانی مفید برای حمل باروبنهٔ افسران سپاه ـ را خرید و فروش می‌کرد و آنان را می‌رانْد. در این دوران با ژولیوس سزار آشنا شد که او را در جرگهٔ مردان سپاهش درآورد. آنگاه، ونتیدیوس احترامِ سزار را جلب کرد و در کنار وی جنگید و همین دوستی به وی اجازه داد در زمرهٔ سناتورها درآید و بعدها هم تریبون مردم و پرایتور و پونتیفکس و کنسول شود.

### مناصب سیاسی
«Eamque rem tam intolerantem tulisse populum Romanum, qui Ventidium Bassum meminerat curandis mulis victiasse, ut vulgo per vias urbis versiculi proscriberentur: Concurrite omnes augures, haruspices!
portentum inusitatum conflatum est recens:
nam mulos qui fricabat, consul factus est!
 مردم روم ـ که هنوز به‌یاد می‌آوردند که [چندی پیش] ونتیدیوس باسوس به تیمار کردن قاطران مشغول بوده ـ این اتفاق (کنسول شدنِ ونتیدیوس) را چنان به‌سختی تاب آوردند که در خیابانهای شهر عموماً این شعر به‌چشم می‌خورد:
ای اوگورها و ای هاروسپکس‌ها! جملگی بدوید!
همین‌حالا اتفاقی غیرعادی روی داده
و آن اینکه کسی که چندی پیش قاطران را تیمار می‌کرده
اینک کنسول شده‌است!»— آئولوس گلیوس، , XV, 4, Noctes Atticae
او در طول فتح گالیا وارد سپاه ژولیوس سزار شد. بعدها، چون نخست محبوب سزار شد، وارد مناصب سیاسی گردید: بخاطر وفادارییی که در طول جنگ داخلی نشان داد در ۴۴ ق.م. پرایتور گردید و بعد از قتل سزار محبوب مارکوس آنتونیوس شد. در ۴۳ ق.م. به‌خواست آنتونیوس به مقام کنسول سوفکتوس رسید.پس از آنکه آنتونیوس در ۴۱ ق.م. روانهٔ مصر بطلمیوسی شد، ونتیدیوس برای کمک به برادرِ آنتونیوس ـ لوکیوس آنتونیوس ـ و به همسر او فولویا در برابر اُکتاویانوس در طول جنگ داخلی دوم تقریباً تلاشی نکرد؛ چنان‌که می‌پندارند که او احتمالاً فقط از دستورِ خودِ مارکوس آنتونیوس مبنی‌بر عدم مداخله تبعیت کرده‌است.

## نبردهای نظامی
«به‌جز قتل کراسوس ـ که آنهم با قتل پاکور جبران شده ـ شرق (=اشکانیان) چه طعنه‌ای می‌تواند به ما بزند وقتی که فردی به‌نام ونتیدیوس ایشان را مقهور ساخته،»— تاکیتوس، ژرمنیا، XXXVII
پس چون آنتونیوس در ۳۹ ق.م. او را به شرق (سوریهٔ روم) خواست، او برای اولین‌بار و به‌تنهایی جبهه‌ای برضد پارتیان گشود که موفقیت‌های قابل توجهی داشت. منقول است که چون ونتیدیوس آسیای صغیر را پیمود، با قوای کوینتوس لابینوس و پارتیان مقابل گردید؛ و موفق شد در حوالی کوه توروس آنان را ـ نخست سواره‌نظام پارت را و سپس پیاده‌نظامِ لابینوس را ـ جداگانه شکست دهد؛ لابینوس متعاقب شکستش کشته شد. چون این پیروزیِ مهم را کسب کرد، سواره‌نظام رومی را به‌سرکردگی پومپِدیوس سیلوس تا گذرگاه رشته‌کوه نور (که کیلیکیه را از سوریه جدا می‌کند) فرستاد؛ جایی که یک پادگان مهم دشمن قرار داشت، لیکن سربازان پارتی تحت رهبری فرناباز (معاون پاکور) سیلوس را غافلگیر کردند؛ و اگر ونتیدیوس به‌موقع به‌یاری او نشتافته بود، این افسر کشته می‌شد. این بار نیز ژنرال رومی توانست قوای پارتیان را شکست دهد. ونتیدیوس کمی بعد توانست سوریه را بازپس بگیرد و هرود بزرگ را در بازپس‌گیری تاج‌وتخت یهودیه یاری کند. او زمستان سال ۳۹–۳۸ ق.م. را در سوریه به‌سر برد، بی‌آنکه از سوی سنا به‌رسمیت شناخته و از وی تقدیری بشود.
سال بعد (۳۸ ق. م)، ونتیدیوس نبرد برضد پارتیان را از سر گرفت و توانست در پانزدهمین سالگرد نبرد حران (۹ ژوئن) پاکور (پسر پادشاه) و معاونش فرناباز را در نبردی در حوالی کوه گنداروس ـ در ۵۰ کیلومتریِ شرقِ انطاکیه ـ شکست دهد. پلوتارک می‌نویسد:
«موفقیت او ـ که بسیار جشن گرفته شد ـ رومیان را بابت انتقام‌کشیدن از فاجعهٔ کراسوس بسیار خرسند ساخت و پارتیان را ـ پس از آنکه در سه نبرد متوالی شکست داد ـ تا سرحدات بین‌النهرین پس زد. ونتیدیوس برآن شد تا بیش از این پارتیان را تعقیب نکند، چه می‌ترسید حسادت مارکوس آنتونیوس را سبب شود؛ در عوض تصمیم گرفت خَلق‌هایی را که برضد رومیان شوریده بودند، مطیع سازد و آنتیوخوس یکم (پادشاه کوماژن) را در شهر شمش‌شاد محاصره کند. ونتیدیوس تنها ژنرال رومی است که تاکنون تریومفی بابت پیروزی بر پارتیان کسب کرده‌است.»— پلوتارک، حیات مردان نامی، مارکوس آنتونیوس، ۳۴
متعاقب این شکست تازه، پارتیان ناچار شدند سرحدات خود را به فرات بازگردانند و سواحل مدیترانهٔ شرقی را رها کنند؛ و ونتیدیوس به روم فرستاده شد تا تریومفی درخور را جشن بگیرد. بدین‌سان، عنوان نخستین سردار رومی که موفق به شکست دادن امپراتوری پارتیان شده را کسب کرد.
آندره‌آنتونلی نوشته‌است که تریومفِ ونتیدیوس بابت پیروزی بر پارتیان را مؤلفان بی‌شماری ـ از جمله پلوتارک و آپیان ـ ثبت‌وضبط کرده‌اند؛ در عین‌حال نویسندگانی هم ونتیدیوس را نکوهیده‌اند، از جمله سیسرون که در خطابه‌های موسوم‌به فیلیپکائه‌اش بارها وی را فردی که در اوضاعی پَست زیسته و «قاطررانِ نظامیِ گماشته به تدارکات سپاه» خوانده‌است. لوکیوس موناتیوس پلانکوس نیز به‌نوبهٔ خود سیسرون را به‌خاطر این اظهاراتش می‌نکوهد و بر این عقیده است که او ونتیدیوس را دشمن خود می‌پنداشته، چرا که ونتیدیوس تنها شخصی بود که تصمیم گرفته و تلاش کرده بود سیسرون را در جریان نطق‌های بدگویانه‌اش برضد آنتونیوس در طول شهر ـ که پس از قتل سزار به‌راه انداخته بود ـ دستگیر کند.
ونتیدیوس، همانند تمامی سرداران بزرگ، بسیار ثروتمند شده بود و ویلاهای باشکوهی در روم و تیوولی داشت که به ارث پسرش، گایوس باسوس، رسید. دیون کاسیوس می‌گوید که این کنسول در قصری باشکوه زندگی می‌کرد؛ قصری که پس از آتش‌سوزی‌اش آن را بازسازی و با تندیس‌هایی که از سزار به امانت گرفته بود زیباتر کرد. دیون کاسیوس نقل می‌کند که وقتی آگوستوس (به‌عنوان وارث سزار) از وی خواست آن تندیس‌ها را بدو بازگرداند، ونتیدیوس نپذیرفت و گفت که غلامان کافی برای حمل‌ونقل آن تندیس‌ها را ندارد و او (=آگوستوس) باید با غلامان خودش ترتیب جابجایی را بدهد. آگوستوس از بازپس‌گیری تندیس‌ها منصرف شد، چه می‌ترسید که متهم به اختلاس گردد، (جرمی که در آن مأموری دولتی مالی [نقدی یا جنسی] را به خود اختصاص می‌دهد)

## بنای یادبود ونتیدیوس باسوس در شهر اَسکولی-پیچنو
در شهر اسکولی پیچنو، مردی تحصیل‌کرده و باستان‌شناس به‌نام آنتونیو میلیوری یاد و خاطرهٔ ونتیدیوس باسوس را با تندیسی مرمرین که وقف این شکست‌دهندهٔ پارتیان کرده، گرامی داشته‌است. در پای این تندیس متن لاتین زیر به چشم می‌خورد:
P. VENTIDIO. P. VENTIDII. F. BASSO. PRIMA. SVB. C. IVLIO CAESARE. IN GALLIIS. STI. PENDIA. MERITO. PONT. MAX. PRAETORI. SIMVL. ET. EODEM. ANNO. IN. OCTAVIANI. AVG. LOCVM. COS. SVFFECTO. M. ANTONII. IIIVIRI. LEGATO. M. LICINII. CRASSI. NECIS. VINDICI. PACORI. ORODIS. REGIS. F. INTERFECTORI. PRIMO. DE. PARTHIS. GLORIOSISSIMO. TRIVMPHATORI. ANTONIVS. MELIORIVS. ASCVLANVS. AD. TANTI. IMPERATORIS. MEMORIAM. RENOVANDAM. CIVIVMQVE. ANIMOS. AD. AEMVLATIONEM. EXCITNDOS. STATVAM. HANC. MARMOREAM. EREXIT. ANNO. DOMINI. MDCXV.
که به‌صورت زیر تفسیر می‌شود:
P(ublio). VENTIDIO. P(ublii). VENTIDII. F(filio). BASSO. PRIMA. SVB. C(aio). IVLIO CAESARE. IN GALLIIS. STI. PENDIA. MERITO. PONT(ifici). MAX(imo). PRAETORI. SIMVL. ET. EODEM. ANNO. IN. OCTAVIANI. AVG(usti). LOCVM. CO(n)S(uli). SVFFECTO. M(arci). ANTONII. IIIVIRI. LEGATO. M(arci). LICINII. CRASSI. NECIS. VINDICI. PACORI. ORODIS. REGIS. F(ilii). INTERFECTORI. PRIMO. DE. PARTHIS. GLORIOSISSIMO. TRIVMPHATORI. ANTONIVS. MELIORIVS. ASCVLANVS. AD. TANTI. IMPERATORIS. MEMORIAM. RENOVANDAM. CIVIVMQVE. ANIMOS. AD. AEMVLATIONEM. EXCIT(a)NDOS. STATVAM. HANC. MARMOREAM. EREXIT. ANNO. DOMINI. MDCXV.
ترجمهٔ فارسی آن چنین است:
«برای پوبلیوس ونتیدیوس، فرزند پوبلیوس ونتیدیوس، که ابتدا برای گایوس ژولیوس سزار در گالیا خدمت‌نظامی کرد [و سپس] پونتیفکس ماکسیموس و همزمان پرایتور و در همان سال به‌جای اکتاویانوس آگوستوس به‌مقام کنسول سوفکتوس رسید و لگاتوسِ مارکوس آنتونیوسِ تریوم‌ویر و منتقم قتل مارکوس لیکینیوس کراسوس و قاتل پاکوریکم، فرزند ارد بود. او نخستین کَس بسیار مفتخری بود که بر پارتیان جشن پیروزی (تریومف) گرفت. آقای آنتونیو میلیوری اهل اسکولوم برای پاسداشت یاد چنین سرداری و برای تشویق اذهان شهروندان به تقلید از او، این تندیس مرمرین را در سال ۱۶۱۵ ساخت.»